# إسبلكنون أدولفي فردريكي
سبلكنون أدولفي فردريكي (الاسم العلمي:Splachnum adolphi-friederici) هو نوع من النباتات يتبع جنس السبلكنون من الفصيلة السبلكنونية.